# 阿特贝限
阿特贝限（Atterberg limits），台湾称为阿太堡限度，是指土壤的各个结持度阶段间的分界点含水量。它亦称为结持限，是阿特贝值的一部分。阿特贝限广泛用于农业、工程、建筑、陶瓷、塑雕等部门，作为选择适宜土壤耕作、土质材料施工或泥塑造型等操作时的含水量（土水比）范围的依据。
20世纪初期，瑞典化学家阿尔贝特·阿特贝提出了土壤结持度及其指标——结持限的概念。随着含水量的变化，土壤呈现出不同的物理相态阶段——结持度。从湿到干，依次有粘滞、塑性、酥性、刚性等结持度，从干到湿则其呈现的次序反之。在每两种结持度阶段的转折处，均分别有一个显明的分界点含水量，即结持限。土壤的各结持度含水量范围和扦结持限含水量值，都是重要的土壤物理参数，统称为阿特贝值，或称阿特贝常数或土壤结持常数。其小，塑性结持度的三个阿特贝值——流限、塑限和塑性指数的应用最为普遍。土壤的—系列阿特贝值包括阿特贝限的大小，与土壤的比面大小和表面性质有关，因而决定质地、粘土矿物类型、交换性阳离子组成、有机质含量和组成等因素，也受土壤结构以及土壤液相组成的影响，在不同类型和不同质地的土壤中，其含水量位大小和分布范围变化甚大。

## 液限

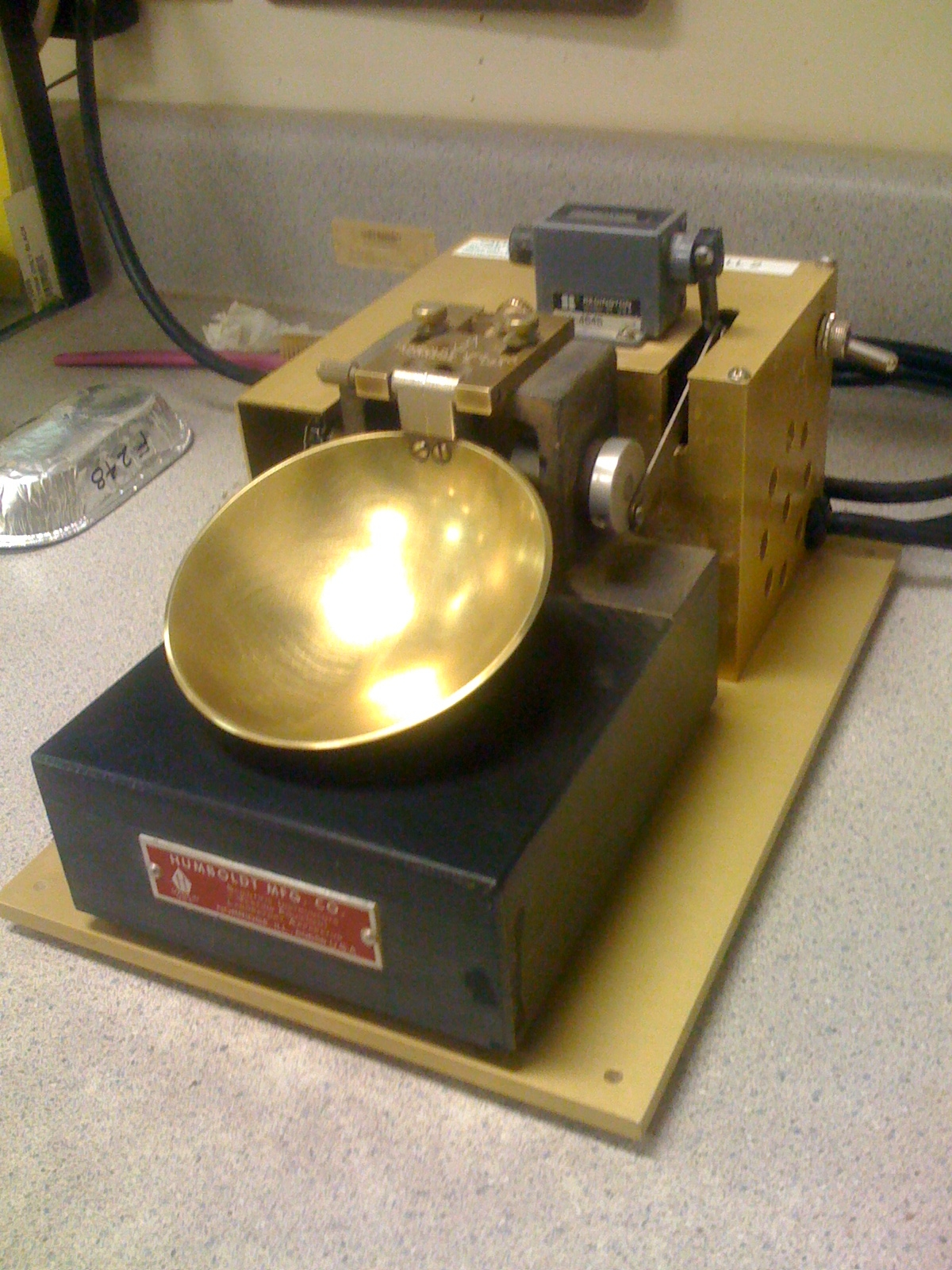
測試流限的卡萨柯兰德杯碟

又稱為流限（液限，liquid limit，缩写LL），是土壤呈液态流动的最低含水量。它是粘滞结持度与塑性结持度的分界点含水量。又称上塑限。此点的土-水吸力约为320K帕。在土质学、土力学和土工工程中，根据流限含水量的高低，把土壤分为高塑性（LL＞50％）、中等塑性(LL为35％一50％)和低塑性(LL＜35％）等。还可根据其质地和有机质含量进一步细分，如按照卡萨柯兰德塑性图的分类。此种分类，往往把塑性土壤种类与土壤的某些力学性质和水分性质联系起来。测定流限的方法较多，国际上以卡萨柯兰德杯碟法作为标准方法。

## 塑限
塑限（Plastic limit，PL）是土壤呈现塑性的最低含水量。又称下塑限，它与流限合称塑性限，是应用较广的两个阿特贝限。塑限是塑性结持度和酥性结持度的分界点含水量。当含水量大于此，则土壤呈塑性体，宜于泥塑造型，制造砖瓦泥坯、陶瓷器从和庙宇泥塑像等，此时如进行土壤耕作则易发生粘闭现象。当含水量小于塑限，土壤呈酥性体，处适宜于耕作的相态。在塑限时，土壤水分的数量恰恰足以形成土粒周围的水膜，水膜粘结性大，在外力作用下带水膜的片状粘粒可相互滑动而定向排列起来，塑造成一定的形状，而当外力撤除后仍可保持(见土壤塑性)。塑限的测定方法较多，简易而常用的是搓滚法（搓条法）。

## 塑性指数
塑性指数（plastic index，PI）指塑性结持度的含水量范围，也称塑性值，PI值是流限与塑限的含水量之差。它的大小与小于5微米的细土粒含量呈线性正相关，故可以反映土壤质地的情况。土壤PI范围在土工试验中十分重要，因为，土壤的最大剪切力、最大压缩量和最大粘着力均在此范围内发生，水膜粘结力也在此范围内接近最大值。

## 缩限
缩限（shrinkage limit，SL) 是酥性结持度与刚性结持度的分界点含水量，也称收缩限。它是旱地土壤宜于耕作的含水量下限。缩限含水量的值，可从土壤收缩试验得到的收缩曲线（土壤容积一土壤水容积关系曲线）上查到，它是土壤从常态收缩转为剩余收缩时的转折点含水量。

## 酥性指数
酥性指数（fragile index，FI）土壤酥性结持度的含水量范围，也称酥软指数。FI值是塑限与缩限的含水量之差。FI表示适宜于土壤耕作的含水量范围大小，通常此值越大土壤宜耕时间愈长，即宜耕性越好。但是，对于以2：1型粘土矿物为主的细质地土壤来说，酥性指数的大小不完全适用于评价土壤结构良好时的宜耕情况。

## 脱粘点
脱粘点（粘点，sticky point，SP）是指土壤粘持性达到最大后即急速降低而消失时的含水量。也称粘着限、粘限。与阿特贝提出的擦净点大致相当。含水量在此限点，犁壁（或刮泥刀）滑切时，土壤不再粘附于其上。一般说来，脱粘点的含水量与流限的含水量相当接近。